# Волга в пламени
«Волга в пламени» (фр. Volga en flammes) — французско-чехословацкий фильм 1934 года режиссёра Виктора Туржанского, вольная экранизация «Капитанской дочки» А. С. Пушкина, действие перенесено в начало XX века.
Фильм снят только во французской версии, но с чешскими актёрами в ролях второго плана и при финансовом участии компании «Баррандов».
В России фильм был показан в 1999 году в Доме кино к 200-летию Пушкина, затем в 2010 году на фестивале архивного кино «Белые Столбы».

## Сюжет
Россия XIX века, молодой лейтенант Орлов назначен в далекий гарнизон на берегах Волги. В пути во время метели он спасает жизнь человеку. Добравшись до места назначения, он мгновенно влюбляется в дочь полковника, что стоит ему вражды лейтенанта Шалина, её бывшего жениха. Но гораздо большая угроза нависла над гарнизоном… надвигается восстание крестьян во главе с Силачовым, объявившем себя истинным царём России. Силачов при пособничестве Шалина захватывает крепость и приказывает повесить всех офицеров. Он щадит только Орлова, чтобы отплатить ему за спасение его жизни тогда в метель. Орлову удаётся бежать к царским войскам, и он с большой армией идёт на Силачова, который сдаётся превосходящим силам. Шалин похищает Машу, но Орлов освобождает её. Вместе они счастливо идут по дороге, встречая ведомого в тюрьму закованного в кандалы Силачова.

## В ролях
- Альбер Прежан — Орлов
- Валерий Инкижинов — Силачов
- Даниэль Дарьё — Маша
- Реймон Руло — Шалин
- Наталья Кованько — Ольга
- Анри Маршан — Иван
- Жак Берлиоз — полковник
- и другие

## Критика
Красивые сцены на открытом воздухе в снегу, меланхолические песни на самом деле дают прекрасную, очень русскую атмосферу (по крайней мере, в наших глазах Запада). 
Ведущие французские актёры значительно менее заслуживают доверия, но делают адекватное выступление.
Оригинальный текст (фр.)De belles scènes d’extérieurs dans la neige, les chants mélancoliques donnent effectivement une belle atmosphère très russe (du moins à nos yeux d’occidentaux). Les acteurs principaux français sont nettement moins crédibles mais font une adéquate prestation.
— Volga en flammes (1934) de Viktor Tourjansky // L’Oeil sur l'écran, 2015